# Annemarie Prins
Annemarie Margaretha Prins (Amsterdam, 26 november 1932) is een Nederlands actrice, regisseur en schrijfster.
Prins richtte zich na het doorlopen van de toneelschool in Arnhem op het regisseren van producties voor zowel theater, televisie als radio. In 1965 richtte ze Theater Terzijde op waarmee ze onder haar regie politiek gerichte voorstellingen over onder meer Vietnam en Spanje maakte. Ze experimenteerde met tekst en het gebruik van de menselijke stem als muziek. In 1969 hield Terzijde op te bestaan (maar kwam in 1975 eenmalig terug met 'Schrijf aan mij, houd van mij' over Belle van Zuylen, met andere acteurs) en werkte Prins voor verschillende (amateur)toneelgezelschappen. Voor het Holland Festival regisseerde ze twee opera's: Houdini in 1976 en Aap verslaat de knekelgeest in 1978. Prins richtte hierna toneelgezelschap De Salon op waarmee ze stukken op basis van Samuel Beckett, haar voorbeeld, maakte. 
Vanaf de jaren '90 richtte Prins zich op het acteren en had grote rollen in onder meer Oud Geld, Wij Alexander, Duinzicht boven, Îles flottantes, Novemberlicht en Annie M.G.. In 1997 publiceerde ze de monologen Harmoniehof (bekroond met de Albert van Dalsumprijs) en in 2003 Pikkepoezenwals. In 2002 verscheen haar roman Zelfbeheersing. In 2008 stond Prins centraal in een aflevering van Zomergasten. In 2012 speelde ze in het mozaïekdrama Lijn 32 de rol van de dementerende Lien Theunissen. Ze speelde vanaf 2017 een vaste bijrol in Het geheime dagboek van Hendrik Groen. In 2020 speelde Prins de rol van Marie-Therese in de televisieserie Papadag.